# Sancus acoreensis
Sancus acoreensis là một loài nhện trong họ Tetragnathidae.
Loài này thuộc chi Sancus. Sancus acoreensis được miêu tả năm 1992 bởi Wunderlich.